# Maur (saint)
Pour les articles homonymes, voir Saint Maur (homonymie).
Saint Maur ou Amaury, Amalric, Maura, Morane, Mauro, en latin Maurus, est né à Rome vers 512 et mort vers 584. Premier des disciples de saint Benoît de Nursie, il est le saint patron des charbonniers, des chaudronniers, des fossoyeurs. Il est fêté le 15 janvier.

## Histoire et tradition

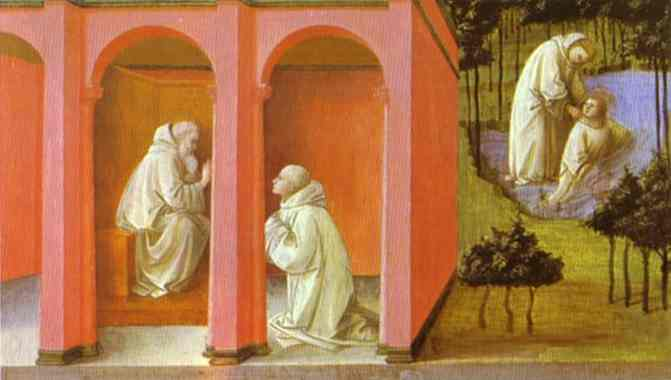
Saint Benoît ordonne à saint Maur de sauver saint Placide, peinture de Filippo Lippi.

Fils d'Equitius, sénateur romain, il fut confié à saint Benoît, dont il devint le plus proche disciple et vécut avec lui à l'abbaye du Mont-Cassin. Selon la légende, saint Benoît l'envoya en Gaule vers 543 où il fonda l'abbaye de Glanfeuil, première abbaye bénédictine d'Anjou.
Ce saint chrétien est mentionné dans la biographie de saint Grégoire le Grand en tant que premier oblat ; jeune garçon, il est offert au monastère par ses parents nobles romains pour être éduqué dans la vie monastique. 
Quatre histoires impliquant Maurus raconté par Grégoire ont formé un modèle pour la formation idéale d'un moine bénédictin. Le plus célèbre de ces derniers implique saint Maurus dans le sauvetage de saint Placide, un plus jeune garçon offert à saint Benoît en même temps que saint Maurus. 
L'évènement a été reproduit dans beaucoup de peintures médiévales et de la Renaissance.
Une longue Vie de saint Maur est apparue vers la fin du IXe siècle, supposément composée par un contemporain de saint Maur.
Selon ce texte, saint Innocent, évêque du Mans, en Francie occidentale, envoya une délégation à saint Benoît, lui demandant de détacher un groupe de moines de la nouvelle abbaye du Mont-Cassin pour instaurer la vie monastique en France conformément à la règle de saint Benoît.
La Vie raconte le long voyage d'Italie en France de saint Maur et de ses compagnons, voyage jalonné de nombre de miracles et d'aventures, dont celui-ci : comment saint Maur, de disciple obéissant de Benoît est transformé en saint homme puissant, thaumaturge (faiseur de miracles) de plein droit.
D'après ce texte, c'est au terme du grand voyage que saint Maur a fondé Glanfeuil, premier monastère bénédictin en France. Glanfeuil fut établi sur la rive sud de la Loire, à quelques lieues à l'est d'Angers. On y voit encore la nef de l'église datant du XIIIe siècle, ainsi que quelques vignes. C'est dans ce monastère qu'aurait été cultivé pour la première fois le raisin de chenin.
Des disciples croient à présent que cette Vie de Maurus serait une contrefaçon du IXe siècle, rédigée par un abbé de Glanfeuil, appelé Odo. Comme cela a été le cas pour les Vies de beaucoup d'autres saints dans l'Empire carolingien, la Vie de Maurus aurait été rédigée afin de populariser les cultes des saints locaux.
Les ossements de saint Maur auraient été trouvés à Glanfeuil par un des prédécesseurs immédiats d'Odo. Au milieu du IXe siècle, l'abbaye devient un lieu de pèlerinage local, concurrençant les abbayes voisines de Fleury — qui a prétendu détenir les ossements de saint Benoît lui-même — et du Mans — qui aurait obtenu les ossements de la sœur de saint Benoît, sainte Scolastique.
Odo et les moines de Glanfeuil sont obligés de fuir vers Paris pour échapper aux attaques des Vikings le long de la Loire. C'est là qu'Odo rétablit le culte de saint Maur à l'abbaye parisienne de Saint-Pierre-des-Fossés, renommée plus tard Saint-Maur. Le culte de saint Maur, qui s'est lentement propagé dans tous les monastères de France, est adopté au XIIe siècle par le Mont-Cassin en Italie, en même temps qu'un culte rétabli de saint Placide.
À la fin du Moyen Âge, le culte de saint Maur, souvent lié à saint Placide, se répand dans tous les monastères bénédictins. Il est parfois associé au semi-légendaire saint Amaro (en), que l'on dit avoir voyagé au paradis terrestre.
Au XVIIIe siècle, le culte de saint Maur est déplacé à l'abbaye de Saint-Germain-des-Prés. Il reste un centre religieux populaire jusqu'à ce que ses reliques soient dispersées par la foule parisienne pendant la Révolution française.
Saint Maur est toujours vénéré par les congrégations bénédictines aujourd'hui ; beaucoup de moines adoptant son nom et consacrant des monastères à son patronage, en dépit des doutes qu'ont certains disciples au sujet des événements prodigieux ayant accompagné sa vie.

## Attributs et Iconographie

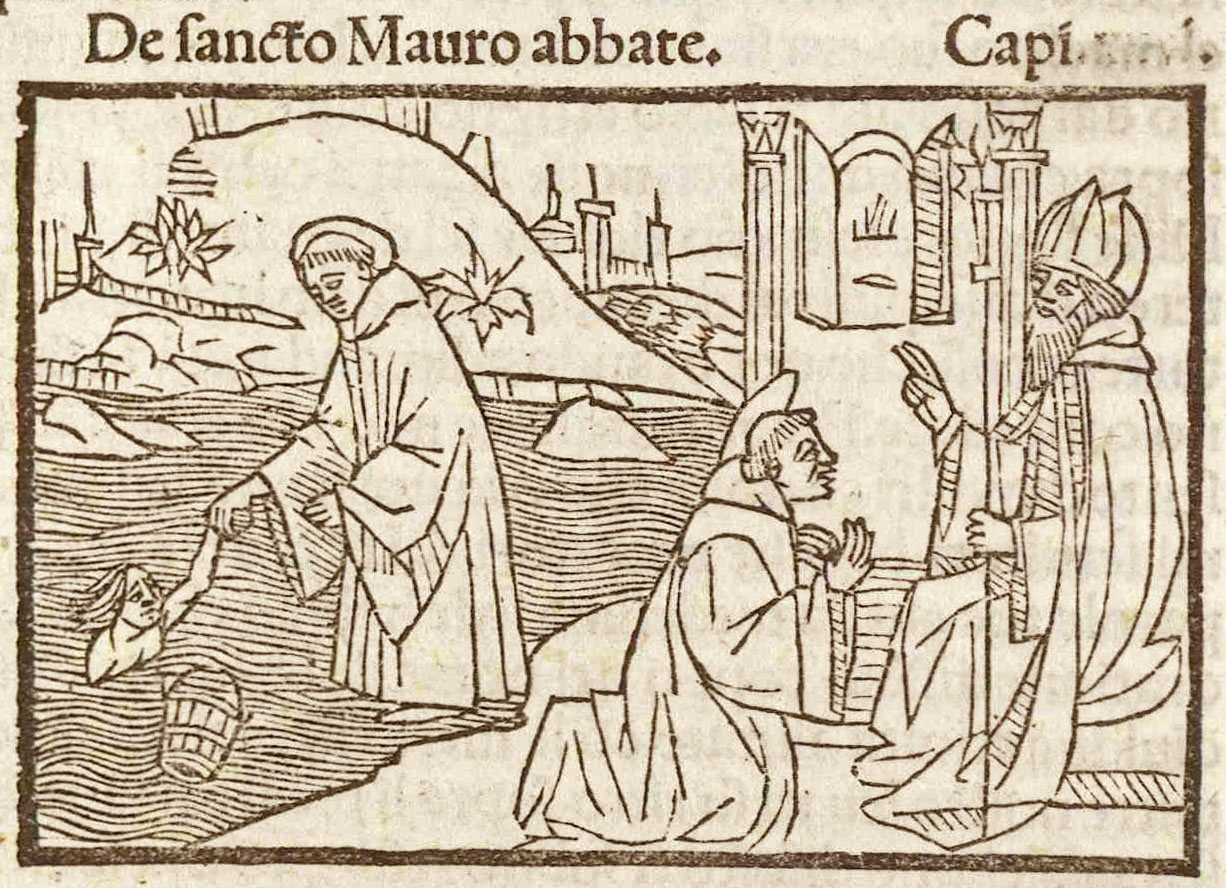
Maur dans La Légende dorée (1497).

Dans l'art, saint Maur est dépeint en jeune moine, tenant la crosse abbatiale et une pelle (par allusion aux Fossés figurant dans le nom du monastère).
Un autre des attributs du saint est la béquille, en référence à son patronage des estropiés. Il est invoqué contre le rhumatisme, l'épilepsie et la goutte. Il est également parfois représenté tenant une balance, en référence à la balance employée pour mesurer la nourriture, que Benoît lui donnait. Les moines de Saint-Maur-des-Fossés ont exhibé cet instrument tout au long du Moyen Âge.

Le thème de saint Maur sauvant saint Placide de la noyade est fréquemment représenté dans la Haute Renaissance :
- Saint Benoît bénissant saint Maur pour avoir empêché Placide de se noyer de Spinello Aretino - 1390 - se trouve à Florence.
- Une œuvre de Fra Filippo Lippi sur le même thème a été réalisée en 1445.
- Un panneau de prédelle réalisé par Bartolomeo di Giovanni, Maur sauve Placide de la noyade (32 × 30 cm, détrempe sur bois, v. 1490), est conservé à la Galerie des Offices à Florence[2].

## Postérité
C'est en référence à Saint Maur qu'Alcuin, proche de Charlemagne, donne au moine bénédictin germanique Raban le surnom de Maurus.

### Dicton
« S'il gèle le jour de la Saint-Maur, la moitié de l'hiver est dehors ».